# Vijay Pore
Vijay Pore (o Vijay Pur) è una città dell'India di 6.400 abitanti, situata nel distretto di Jammu, nel territorio del Jammu e Kashmir. In base al numero di abitanti la città rientra nella classe V (da 5.000 a 9.999 persone).

## Geografia fisica
La città è situata a 32° 35' 07 N e 75° 00' 11 E.

## Società

### Evoluzione demografica
Al censimento del 2001 la popolazione di Vijay Pore assommava a 6.400 persone, delle quali 3.353 maschi e 3.047 femmine. I bambini di età inferiore o uguale ai sei anni assommavano a 767, dei quali 447 maschi e 320 femmine. Infine, coloro che erano in grado di saper almeno leggere e scrivere erano 4.680, dei quali 2.587 maschi e 2.093 femmine.